# Eucalyptus cyanoclada
Eucalyptus cyanoclada är en myrtenväxtart som beskrevs av William Faris Blakely. Eucalyptus cyanoclada ingår i släktet Eucalyptus och familjen myrtenväxter. Inga underarter finns listade i Catalogue of Life.